# Condado de Floyd (Georgia)
El condado de Floyd (en inglés: Floyd County), fundado en 1832, es uno de 159 condados del estado estadounidense de Georgia. En el año 2005, el condado tenía una población de 94 198 habitantes y una densidad poblacional de 176 personas por km². La sede del condado es Rome.

## Geografía
Según la Oficina del Censo, el condado tiene un área total de 1343 km² (518,5 mi²), de la cual 1329 km² (513,1 mi²) es tierra y 14 km² (5,4 mi²) (1.3%) es agua.

### Condados adyacentes
- Condado de Walker, Georgia - norte
- Condado de Gordon, Georgia - noreste
- Condado de Bartow, Georgia - este
- Condado de Polk, Georgia - sur
- Condado de Cherokee, Alabama - oeste
- Condado de Chattooga, Georgia - noroeste

## Demografía
Según el censo de 2000, había 90 565 personas, 34 028 hogares y 24 227 familias residiendo en la localidad. La densidad de población era de 68 hab./km². Había 36 615 viviendas con una densidad media de 28 viviendas/km². El 81.34% de los habitantes eran blancos, el 13.31% afroamericanos, el 0.31% amerindios, el 0.93% asiáticos, el 0.09% isleños del Pacífico, el 2.88% de otras razas y el 1.14% pertenecía a dos o más razas. El 5.50% de la población eran hispanos o latinos de cualquier raza.
Los ingresos medios por hogar en la localidad eran de $35 615, y los ingresos medios por familia eran $42 302. Los hombres tenían unos ingresos medios de $31 659 frente a los $23 244 para las mujeres. La renta per cápita para el condado era de $17 808. Alrededor del 14.40% de la población estaban por debajo del umbral de pobreza.

## Transporte

### Principales carreteras
- U.S. Route 27
- U.S. Route 411
- SR 1
- SR 20
- SR 53
- SR 100
- SR 101
- SR 140
- SR 156
- SR 293

## Localidades
- Cave Spring
- Lindale
- Livingston
- Mount Berry
- Rome
- Shannon
- Silver Creek